# Ruta 817 (Costa Rica)
La Ruta 817, oficialmente Ruta Nacional Terciaria 817, es una ruta nacional de Costa Rica ubicada en las provincias de Heredia y Limón.

## Descripción
En la provincia de Heredia, la ruta atraviesa el cantón de Sarapiquí (los distritos de Puerto Viejo,  Horquetas,  Llanuras del Gaspar).
En la provincia de Limón, la ruta atraviesa el cantón de Pococí (el distrito de  La Rita).